# 루시 (프로게이머)
루시(본명: 한창훈, 1997년 7월 8일 ~ )는 대한민국의 리그 오브 레전드 프로게이머로 아이디는 Luci이다. 포지션은 서포터이며 현재 서킷 브라질리언 리그 오브 레전드의 페인 게이밍에서 활동하고 있다.

## 선수 생활
2016년 6월, 오 마이 갓의 2군팀인 오 마이 드림에 입단하면서 프로 커리어를 시작했다.
2018년 1월, 에버8 위너스에 입단했다. 스프링 시즌 팀의 주전으로 활동하면서 팀의 승강전 진출에 기여했다. 하지만 LCK 승격에는 실패했다. 서머 시즌에도 팀의 주전으로 활동하면서 팀의 승강전 진출에 기여했지만 또다시 승격에는 실패했다.
2019시즌을 앞두고 플라멩구 e스포츠에 입단했다. 2019 스플릿 2 시즌 팀의 우승에 기여했다. 리그 오브 레전드 월드 챔피언십 2019에는 로스터에 포함되면서 참가했다.
2021시즌을 앞두고 페인 게이밍에 입단했다. 2021 스플릿 시즌 1에서 팀의 우승에 기여했다. 리그 오브 레전드 미드 시즌 인비테이셔널 2021에 참가했다. 스플릿 2 시즌에서도 팀의 주전으로 활동하면서 팀의 포스트시즌 진출에 기여했다.

## 수상 내역
- 리그 오브 레전드 챌린저스 코리아 스프링 2018 준우승
- 오이 게임 아레나 CCXP 2018 우승
- 서킷 브라질리언 리그 오브 레전드 2019 스플릿 1 준우승
- 서킷 브라질리언 리그 오브 레전드 2019 스플릿 2 우승
- 서킷 브라질리언 리그 오브 레전드 2021 스플릿 1 우승